# Iarmolînți, Haisîn
Iarmolînți (în ucraineană Ярмолинці) este localitatea de reședință a comunei Iarmolînți din raionul Haisîn, regiunea Vinnița, Ucraina.

## Demografie
Componența lingvistică a localității Iarmolînți
     Ucraineană (99,21%)
     Alte limbi (0,79%)
Conform recensământului din 2001, majoritatea populației localității Iarmolînți era vorbitoare de ucraineană (99,21%), existând în minoritate și vorbitori de alte limbi.